# 764 a.C.

## Eventos
- Quarta olimpíada; Polícares da Messênia foi o vencedor do estádio.[1]